# Pseudexomilus
Pseudexomilus é um gênero de gastrópodes pertencente a família Horaiclavidae.

## Espécies
- Pseudexomilus bicarinatus Shuto, 1983[2]
- †Pseudexomilus caelatus Powell, 1944
- Pseudexomilus costicapitata (Verco, 1909)[3]
- Pseudexomilus fenestratus Kilburn, 1988[4]
- Pseudexomilus fuscoapicatus Morassi, 1997[5]